# Tennis Borussia Berlin 1993-1994
Questa voce raccoglie le informazioni riguardanti il Tennis Borussia Berlin nelle competizioni ufficiali della stagione 1993-1994.

## Stagione
Nella stagione 1993-1994 il Tennis Borussia Berlino, allenato da Willibert Kremer, Wolfgang Sidka e Uwe Jahn, concluse il campionato di 2. Bundesliga al 20º posto e fu retrocesso in Regionalliga. In Coppa di Germania il Tennis Borussia Berlino fu eliminato in semifinale dal Rot-Weiss Essen.

## Rosa
| N. |                                 | Ruolo | Calciatore          |
| -- | ------------------------------- | ----- | ------------------- |
| 6  | Germania (bandiera)             | D     | Olaf Kapagiannidis  |
|    | Germania (bandiera)             | P     | Gerald Hillringhaus |
|    | Germania (bandiera)             | P     | Martin Pieckenhagen |
|    | Germania (bandiera)             | P     | Nico Thomaschewski  |
|    | Turchia (bandiera)              | D     | Taşkın Aksoy        |
|    | Germania (bandiera)             | D     | Olaf Backasch       |
|    | Germania (bandiera)             | D     | Andreas Keim        |
|    | Germania (bandiera)             | D     | Jörn Lenz           |
|    | Germania (bandiera)             | D     | Dirk Muschiol       |
|    | Germania (bandiera)             | D     | Karsten Nied        |
|    | Turchia (bandiera)              | D     | Tekin Sazlog        |
|    | Germania (bandiera)             | D     | Klaus Theiss        |
|    | Bosnia ed Erzegovina (bandiera) | C     | Almedin Civa        |
|    | Germania (bandiera)             | C     | Egon Flad           |
|    | Danimarca (bandiera)            | C     | Bjarne Goldbæk      |

| N. |                      | Ruolo | Calciatore         |
| -- | -------------------- | ----- | ------------------ |
|    | Germania (bandiera)  | C     | Antoine Hey        |
|    | Polonia (bandiera)   | C     | Andrzej Kobylański |
|    | Croazia (bandiera)   | C     | Davor Krznaric     |
|    | Rep. Ceca (bandiera) | C     | Stanislav Levý     |
|    | Norvegia (bandiera)  | C     | Arne Sandstø       |
|    | Germania (bandiera)  | C     | Michael Schröder   |
|    | Germania (bandiera)  | C     | René Tretschok     |
|    | Germania (bandiera)  | C     | Jan Wehrmann       |
|    | Germania (bandiera)  | A     | Thoralf Arndt      |
|    | Germania (bandiera)  | A     | Thorsten Boer      |
|    | Ungheria (bandiera)  | A     | Gyula Hajszán      |
|    | Russia (bandiera)    | A     | Mikhail Rusayev    |
|    | Germania (bandiera)  | A     | René Unglaube      |
|    | Germania (bandiera)  | A     | Thomas Vogel       |

## Organigramma societario
Area tecnica
- Allenatore: Uwe Jahn
- Allenatore in seconda:
- Preparatore dei portieri:
- Preparatori atletici:

## Calciomercato

### Sessione estiva
| Acquisti | Acquisti            | Acquisti             | Acquisti |
| R.       | Nome                | da                   | Modalità |
| -------- | ------------------- | -------------------- | -------- |
| C        | Andrzej Kobylański  | Colonia              |          |
| C        | Antoine Hey         | Schalke 04           |          |
| C        | Bjarne Goldbæk      | Kaiserslautern       |          |
| D        | Taşkın Aksoy        | Türkiyemspor Berlino |          |
| A        | Thorsten Boer       | Chemnitz             |          |
| C        | Jens Henschel       | Union Berlino        |          |
| P        | Gerald Hillringhaus | Schalke 04           |          |
| D        | Andreas Keim        | Kickers Stoccarda    |          |
| D        | Karsten Nied        | Hertha Berlino II    |          |
| P        | Martin Pieckenhagen | Union Berlino        |          |
| C        | René Tretschok      | Borussia Dortmund    |          |
| A        | Thomas Vogel        | Kaiserslautern       |          |

| Cessioni | Cessioni          | Cessioni               | Cessioni |
| R.       | Nome              | a                      | Modalità |
| -------- | ----------------- | ---------------------- | -------- |
| A        | Steffen Borkowski | Spandauer              |          |
| D        | Jörg Buder        | Stahl Brandeburgo      |          |
| C        | Sven Förster      | Reinickendorfer Füchse |          |
| A        | Olaf Hirsch       | Spandauer              |          |
| P        | Bodo Rudwaleit    | BSC Marzahn            |          |

### Sessione invernale
| Acquisti | Acquisti | Acquisti | Acquisti |
| R.       | Nome     | da       | Modalità |
| -------- | -------- | -------- | -------- |

| Cessioni | Cessioni      | Cessioni   | Cessioni |
| R.       | Nome          | a          | Modalità |
| -------- | ------------- | ---------- | -------- |
| A        | Brent Goulet  | Bonner     |          |
| C        | Jens Henschel | BFC Dynamo |          |

## Risultati

### 2. Bundesliga

#### Girone di andata
| Arbitro: | Heynemann |

|  |           |            |
|  | Marcatori | 27’ Müller |

| Arbitro: | Hotop |

|  |           |              |
|  | Marcatori | 50’ Schröder |

| Arbitro: | Aust |

|  |           |                                          |
|  | Marcatori | 59’ Savichev 65’, 75’ Wynalda 90’ Knäbel |

| Arbitro: | Leimert |

|                        |           |             |
| Pacult 45’ Winkler 73’ | Marcatori | 26’ Rusayev |

| Arbitro: | Fleischer |

|           |           |         |
| Vogel 84’ | Marcatori | 48’ Kim |

| Arbitro: | Ratzek |

|             |           |  |
| Kindgen 18’ | Marcatori |  |

| Berlino 2 settembre 1993, ore 20:00 CEST 7ª giornata | TeBe Berlino | 0 – 0 referto | St. Pauli | Mommsenstadion (2 684 spett.)\| Arbitro: \| Werthmann \| |
| Arbitro:                                             | Werthmann    |               |           |                                                          |

| Arbitro: | Kiefer |

|                                       |           |          |
| Peschke 26’ Steffen 60’ Bittengel 90’ | Marcatori | 41’ Flad |

| Arbitro: | Hofmann |

|  |           |            |
|  | Marcatori | 64’ Deffke |

| Arbitro: | Best |

|                                   |           |  |
| Gries 20’ Schmöller 69’ Ogris 83’ | Marcatori |  |

| Arbitro: | Hauer |

|  |           |            |
|  | Marcatori | 75’ Hecker |

| Arbitro: | Fandel |

|                 |           |             |
| Winter 71’, 81’ | Marcatori | 19’ Goldbæk |

| Arbitro: | Pohlmann |

|  |           |             |
|  | Marcatori | 61’ Freiler |

| Arbitro: | Kemmling |

|          |           |  |
| Renn 78’ | Marcatori |  |

| Arbitro: | Casper |

|           |           |              |
| Vogel 90’ | Marcatori | 8’ Rauffmann |

| Arbitro: | Kuhne |

|                     |           |           |
| Bodden 21’ Dowe 60’ | Marcatori | 75’ Vogel |

| Arbitro: | Wagner |

|                  |           |                        |
| Rusayev 27’, 29’ | Marcatori | 15’ Grein 83’ Bangoura |

| Arbitro: | Malbranc |

|                           |           |             |
| Bobic 33’, 45’ Moutas 70’ | Marcatori | 74’ Goldbæk |

| Berlino 4 dicembre 1993, ore 15:30 CET 19ª giornata | TeBe Berlino | 0 – 0 referto | Carl Zeiss Jena | Mommsenstadion (1 736 spett.)\| Arbitro: \| Fux \| |
| Arbitro:                                            | Fux          |               |                 |                                                    |

#### Girone di ritorno
| Arbitro: | Strampe |

|            |           |                                   |
| Wagner 86’ | Marcatori | 39’ Hey 44’, 52’ Rusayev 78’ Keim |

| Arbitro: | Schäfer |

|          |           |                     |
| Keim 22’ | Marcatori | 67’ Groth 73’ Gries |

| Arbitro: | Kasper |

|                        |           |                               |
| Shelia 61’ Wynalda 63’ | Marcatori | 71’ Rusayev 77’ Kapagiannidis |

| Arbitro: | Domurat |

|             |           |  |
| Rusayev 76’ | Marcatori |  |

| Arbitro: | Hofmann |

|                                                       |           |             |
| von Ahlen 28’ Stöver 38’, 40’ Wegmann 47’ Peschel 77’ | Marcatori | 53’ Goldbæk |

| Arbitro: | Habermann |

|         |           |           |
| Hey 29’ | Marcatori | 63’ Klein |

| Arbitro: | Schmidhuber |

|                       |           |             |
| Driller 67’ Marin 79’ | Marcatori | 45’ Rusayev |

| Arbitro: | Buchhart |

|          |           |                 |
| Levý 50’ | Marcatori | 60’ Gorlukovich |

| Arbitro: | Fischer |

|                                |           |               |
| Beck 26’ Präger 82’ Deffke 84’ | Marcatori | 45’ Tretschok |

| Arbitro: | Weber |

|             |           |                     |
| Goldbæk 90’ | Marcatori | 30’ Rohde 74’ Ogris |

| Arbitro: | Aust |

|                 |           |                         |
| Kirsten 9’, 43’ | Marcatori | 52’ Goldbæk 60’ Rusayev |

| Arbitro: | Prengel |

|                           |           |                     |
| Levý 30’, 44’ Rusayev 72’ | Marcatori | 9’ Reich 65’ Winter |

| Arbitro: | Casper |

|  |           |                      |
|  | Marcatori | 35’ Hey 88’ Backasch |

| Berlino 13 maggio 1994, ore 19:30 CEST 33ª giornata | TeBe Berlino | 0 – 0 referto | Chemnitz | Mommsenstadion (976 spett.)\| Arbitro: \| Hofmann \| |
| Arbitro:                                            | Hofmann      |               |          |                                                      |

| Arbitro: | Wagner |

|                    |           |             |
| Rauffmann 15’, 68’ | Marcatori | 9’ Backasch |

| Berlino 25 maggio 1994, ore 19:30 CEST 35ª giornata | TeBe Berlino | 0 – 0 referto | Hansa Rostock | Mommsenstadion (771 spett.)\| Arbitro: \| Weise \| |
| Arbitro:                                            | Weise        |               |               |                                                    |

| Arbitro: | Ratzek |

|                                      |           |                                                        |
| Kurth 23’, 82’ Kontny 28’ Djappa 66’ | Marcatori | 8’, 77’ Muschiol 12’, 65’ Hey 71’ Schröder 78’ Rusayev |

| Arbitro: | Werthmann |

|                          |           |                   |
| Hey 4’ Kapagiannidis 87’ | Marcatori | 13’, 35’ Wüllbier |

| Arbitro: | Osmers |

|  |           |                      |
|  | Marcatori | 40’ Krznaric 85’ Hey |

### Coppa di Germania
| Arbitro: | Müller |

|  |           |                                       |
|  | Marcatori | 22’, 53’ Rusayev 69’ Vogel 90’ Goulet |

| Arbitro: | Koop |

|  |           |                  |
|  | Marcatori | 85’ (rig.) Aksoy |

| Arbitro: | Frey |

|                                            |                      |                                   |
| Stegmayer 13’ Grill 62’ Hamann 114’ (rig.) | Marcatori            | 29’ Vogel 41’ Schröder 111’ Boer  |
| Frey Hamann Protzel Karataev Zickler       | Tiri di rigore 4 – 5 | Hey Goldbæk Muschiol Aksoy Goulet |

| Arbitro: | Führer |

|  |           |          |
|  | Marcatori | 16’ Keim |

| Arbitro: | Osmers |

|                          |           |  |
| Bangoura 27’ Margref 66’ | Marcatori |  |

## Statistiche

### Statistiche di squadra
| Competizione      | Punti | In casa | In casa | In casa | In casa | In casa | In casa | In trasferta | In trasferta | In trasferta | In trasferta | In trasferta | In trasferta | Totale | Totale | Totale | Totale | Totale | Totale | DR  |
| Competizione      | Punti | G       | V       | N       | P       | Gf      | Gs      | G            | V            | N            | P            | Gf           | Gs           | G      | V      | N      | P      | Gf     | Gs     | DR  |
| ----------------- | ----- | ------- | ------- | ------- | ------- | ------- | ------- | ------------ | ------------ | ------------ | ------------ | ------------ | ------------ | ------ | ------ | ------ | ------ | ------ | ------ | --- |
| 2. Bundesliga     | 26    | 19      | 2       | 10      | 7       | 14      | 22      | 19           | 5            | 2            | 12           | 28           | 38           | 38     | 7      | 12     | 19     | 42     | 60     | -18 |
| Coppa di Germania | -     | 0       | 0       | 0       | 0       | 0       | 0       | 5            | 3            | 1            | 1            | 9            | 5            | 5      | 3      | 1      | 1      | 9      | 5      | +4  |
| Totale            | 26    | 19      | 2       | 10      | 7       | 14      | 22      | 24           | 8            | 3            | 13           | 37           | 43           | 43     | 10     | 13     | 20     | 51     | 65     | -14 |

### Andamento in campionato
| Giornata  | 1  | 2  | 3  | 4  | 5  | 6  | 7  | 8  | 9  | 10 | 11 | 12 | 13 | 14 | 15 | 16 | 17 | 18 | 19 | 20 | 21 | 22 | 23 | 24 | 25 | 26 | 27 | 28 | 29 | 30 | 31 | 32 | 33 | 34 | 35 | 36 | 37 | 38 |
| --------- | -- | -- | -- | -- | -- | -- | -- | -- | -- | -- | -- | -- | -- | -- | -- | -- | -- | -- | -- | -- | -- | -- | -- | -- | -- | -- | -- | -- | -- | -- | -- | -- | -- | -- | -- | -- | -- | -- |
| Luogo     | C  | T  | C  | T  | C  | T  | C  | T  | C  | T  | C  | T  | C  | T  | C  | T  | C  | T  | C  | T  | C  | T  | C  | T  | C  | T  | C  | T  | C  | T  | C  | T  | C  | T  | C  | T  | C  | T  |
| Risultato | P  | V  | P  | P  | N  | P  | N  | P  | P  | P  | P  | P  | P  | P  | N  | P  | N  | P  | N  | V  | P  | N  | V  | P  | N  | P  | N  | P  | P  | N  | V  | V  | N  | P  | N  | V  | N  | V  |
| Posizione | 16 | 11 | 17 | 19 | 19 | 19 | 19 | 19 | 19 | 20 | 20 | 20 | 20 | 20 | 20 | 20 | 20 | 20 | 20 | 20 | 20 | 20 | 20 | 20 | 20 | 20 | 20 | 20 | 20 | 20 | 20 | 20 | 20 | 20 | 20 | 20 | 20 | 20 |

Legenda:

Luogo: C = Casa; T = Trasferta. Risultato: V = Vittoria; N = Pareggio; P = Sconfitta.

### Statistiche dei giocatori
| Giocatore        | 2. Bundesliga | 2. Bundesliga | 2. Bundesliga | 2. Bundesliga | Coppa di Germania | Coppa di Germania | Coppa di Germania | Coppa di Germania | Totale   | Totale | Totale      | Totale     |
| Giocatore        | Presenze      | Reti          | Ammonizioni   | Espulsioni    | Presenze          | Reti              | Ammonizioni       | Espulsioni        | Presenze | Reti   | Ammonizioni | Espulsioni |
| ---------------- | ------------- | ------------- | ------------- | ------------- | ----------------- | ----------------- | ----------------- | ----------------- | -------- | ------ | ----------- | ---------- |
| T. Aksoy         | 31            | 0             | 10            | 1             | 4                 | 1                 | 0                 | 1                 | 35       | 1      | 10          | 2          |
| T. Arndt         | 0             | 0             | 0             | 0             | 0                 | 0                 | 0                 | 0                 | 0        | 0      | 0           | 0          |
| O. Backasch      | 16            | 2             | 2             | 1             | 0                 | 0                 | 0                 | 0                 | 16       | 2      | 2           | 1          |
| T. Boer          | 13            | 0             | 0             | 0             | 3                 | 1                 | 0                 | 0                 | 16       | 1      | 0           | 0          |
| A. Civa          | 4             | 0             | 2             | 0             | 0                 | 0                 | 0                 | 0                 | 4        | 0      | 2           | 0          |
| E. Flad          | 23            | 1             | 3             | 0             | 2                 | 0                 | 1                 | 0                 | 25       | 1      | 4           | 0          |
| B. Goldbæk       | 24            | 5             | 3             | 0             | 3                 | 0                 | 0                 | 0                 | 27       | 5      | 3           | 0          |
| B. Goulet        | 11            | 0             | 0             | 0             | 2                 | 1                 | 0                 | 0                 | 13       | 1      | 0           | 0          |
| G. Hajszán       | 3             | 0             | 0             | 0             | 1                 | 0                 | 0                 | 0                 | 4        | 0      | 0           | 0          |
| J. Henschel      | 12            | 0             | 1             | 0             | 0                 | 0                 | 0                 | 0                 | 12       | 0      | 1           | 0          |
| A. Hey           | 27            | 7             | 0             | 1             | 3                 | 0                 | 0                 | 0                 | 30       | 7      | 0           | 1          |
| G. Hillringhaus  | 31            | 0             | 2             | 0             | 5                 | 0                 | 1                 | 0                 | 36       | 0      | 3           | 0          |
| O. Kapagiannidis | 30            | 2             | 1             | 0             | 4                 | 0                 | 1                 | 0                 | 34       | 2      | 2           | 0          |
| A. Keim          | 28            | 2             | 4             | 1             | 4                 | 1                 | 1                 | 0                 | 32       | 3      | 5           | 1          |
| A. Kobylański    | 10            | 0             | 1             | 1             | 2                 | 0                 | 0                 | 0                 | 12       | 0      | 1           | 1          |
| D. Krznaric      | 1             | 1             | 1             | 0             | 0                 | 0                 | 0                 | 0                 | 1        | 1      | 1           | 0          |
| J. Lenz          | 11            | 0             | 4             | 1             | 3                 | 0                 | 1                 | 0                 | 14       | 0      | 5           | 1          |
| S. Levý          | 20            | 3             | 4             | 0             | 1                 | 0                 | 0                 | 0                 | 21       | 3      | 4           | 0          |
| D. Muschiol      | 27            | 2             | 4             | 1             | 4                 | 0                 | 0                 | 0                 | 31       | 2      | 4           | 1          |
| K. Nied          | 0             | 0             | 0             | 0             | 0                 | 0                 | 0                 | 0                 | 0        | 0      | 0           | 0          |
| M. Pieckenhagen  | 8             | 0             | 2             | 0             | 0                 | 0                 | 0                 | 0                 | 8        | 0      | 2           | 0          |
| M. Rusayev       | 33            | 11            | 6             | 0             | 4                 | 2                 | 2                 | 0                 | 37       | 13     | 8           | 0          |
| A. Sandstø       | 7             | 0             | 2             | 0             | 2                 | 0                 | 0                 | 0                 | 9        | 0      | 2           | 0          |
| T. Sazlog        | 10            | 0             | 2             | 0             | 1                 | 0                 | 0                 | 0                 | 11       | 0      | 2           | 0          |
| M. Schröder      | 21            | 2             | 8             | 0             | 4                 | 1                 | 1                 | 0                 | 25       | 3      | 9           | 0          |
| K. Theiss        | 3             | 0             | 0             | 0             | 0                 | 0                 | 0                 | 0                 | 3        | 0      | 0           | 0          |
| N. Thomaschewski | 0             | 0             | 0             | 0             | 0                 | 0                 | 0                 | 0                 | 0        | 0      | 0           | 0          |
| R. Tretschok     | 26            | 1             | 4             | 0             | 3                 | 0                 | 1                 | 0                 | 29       | 1      | 5           | 0          |
| R. Unglaube      | 3             | 0             | 0             | 0             | 0                 | 0                 | 0                 | 0                 | 3        | 0      | 0           | 0          |
| T. Vogel         | 18            | 3             | 5             | 0             | 4                 | 2                 | 0                 | 2                 | 22       | 5      | 5           | 2          |
| J. Wehrmann      | 32            | 0             | 0             | 1             | 5                 | 0                 | 1                 | 0                 | 37       | 0      | 1           | 1          |